# Три креста
Об офорте см. Три креста (Рембрандт)

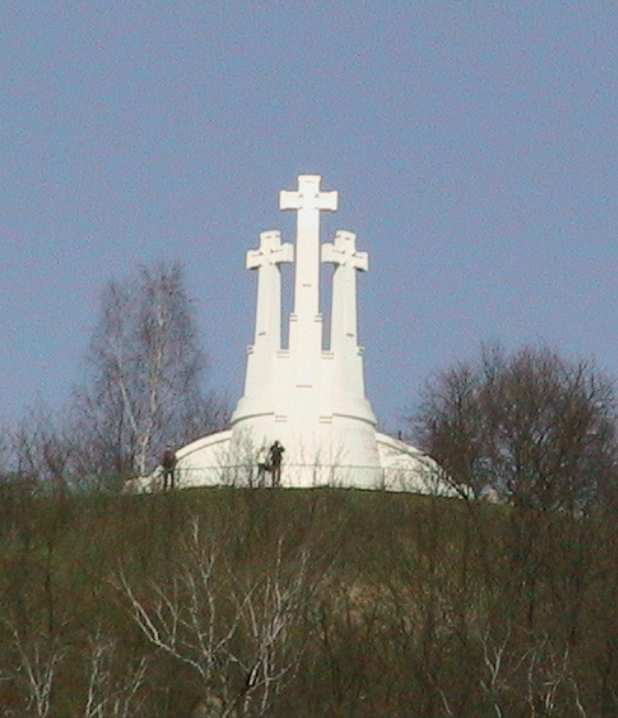
Три креста

Три креста — одна из достопримечательностей Вильнюса; памятник в виде трёх белых бетонных крестов.
Располагается на Трёхкрестовой горе (Trijų Kryžių Kalnas, Góra Trzech Krzyży; носила название также Лысой или Кривой) на правом берегу Вильни (Виленки, Вильняле, Vilnelė, Wilenka).

## Предание

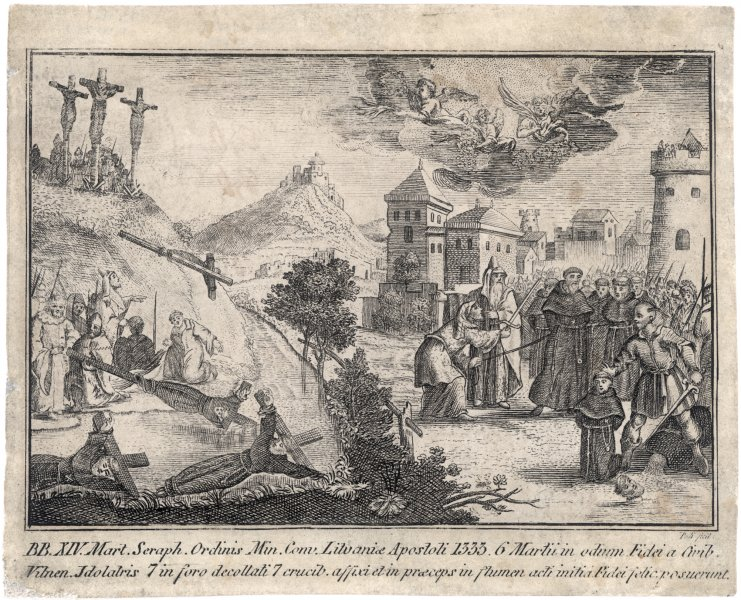
Юзеф Перли. Истязание францисканцев в 1333 г. в Вильнюсе. Гравюра на меди. По картине неизвестного художника (1803)

По преданию, зафиксированному в конце XIV века, в 1345 или в 1368 году, в отсутствие отправившихся на войну князя Ольгерда и виленского воеводы Гаштольда (Гаштолд, Гоштовт, Goštautas) язычники виленцы напали на монахов францисканцев, которых по просьбе супруги христианки поселил в своём доме Гастольд. Семеро из них были казнены на рынке, семерым удалось бежать. Убежавших монахов «изловили на горах на берегу Виленки» и сбросили с Лысой горы в реку. В некоторых изложениях живописуются подробности: монахов язычники привязали или прибили к крестам и бросили в реку. По одному из вариантов, в реку было сброшено четыре монаха, а трёх распяли на крестах и оставили на Лысой горе.

## Версии

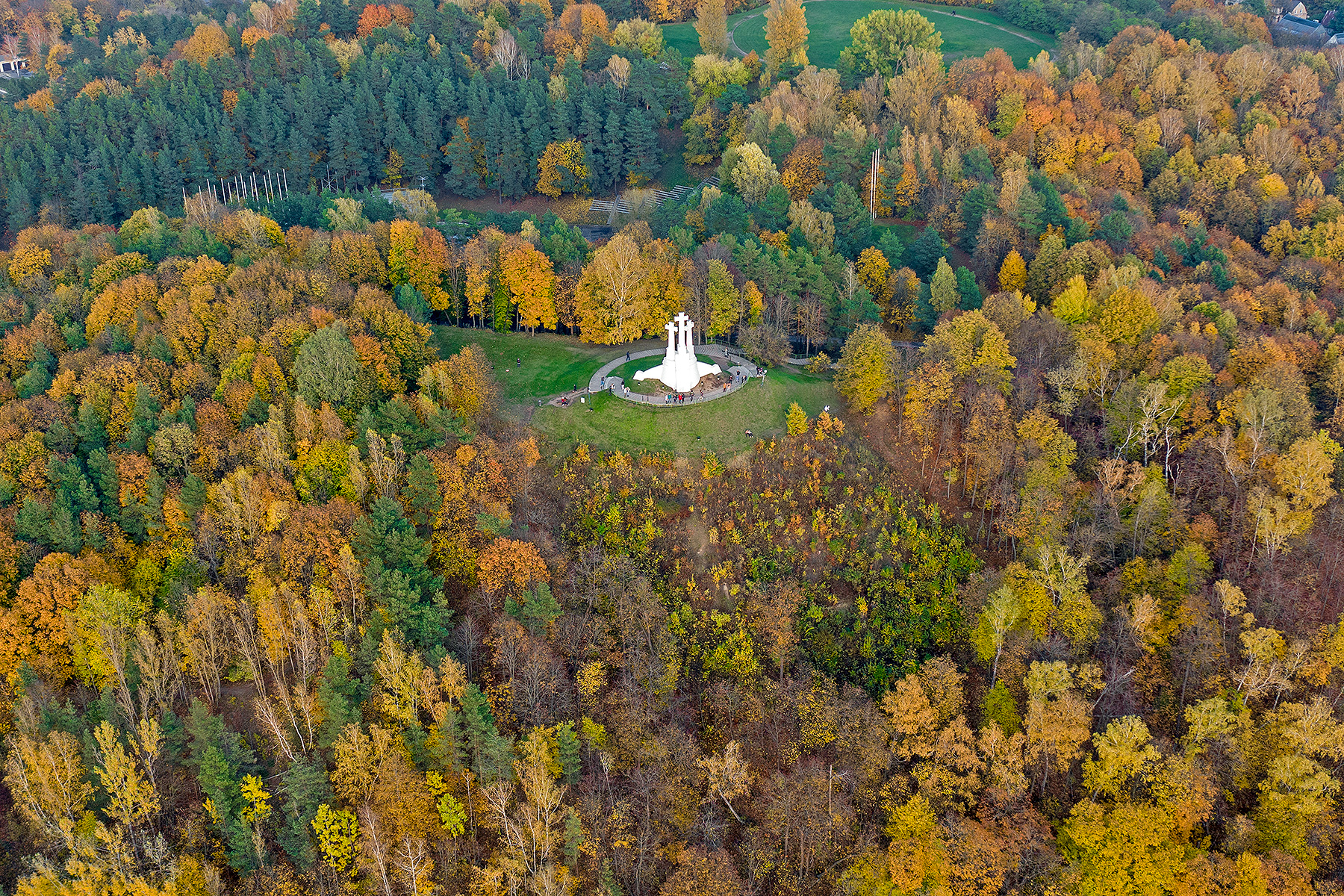

Легенда о мученической смерти францисканцев не нашла подтверждения в исторических источниках. Предполагается, что её авторами были виленские францисканцы, озабоченные прославлением своего ордена. По предположению Игнатия Даниловича, кресты были сооружены, по примеру других городов, по случаю получения Вильной магдебургских прав (1387 год). Другие историки предполагали, что кресты должны были сигнализировать крестоносцам, приплывавшим по Вилии (Нерис, Neris), о том, что здесь живут христиане, и таким образом избавлять город от нападения и грабежа.

## Три креста

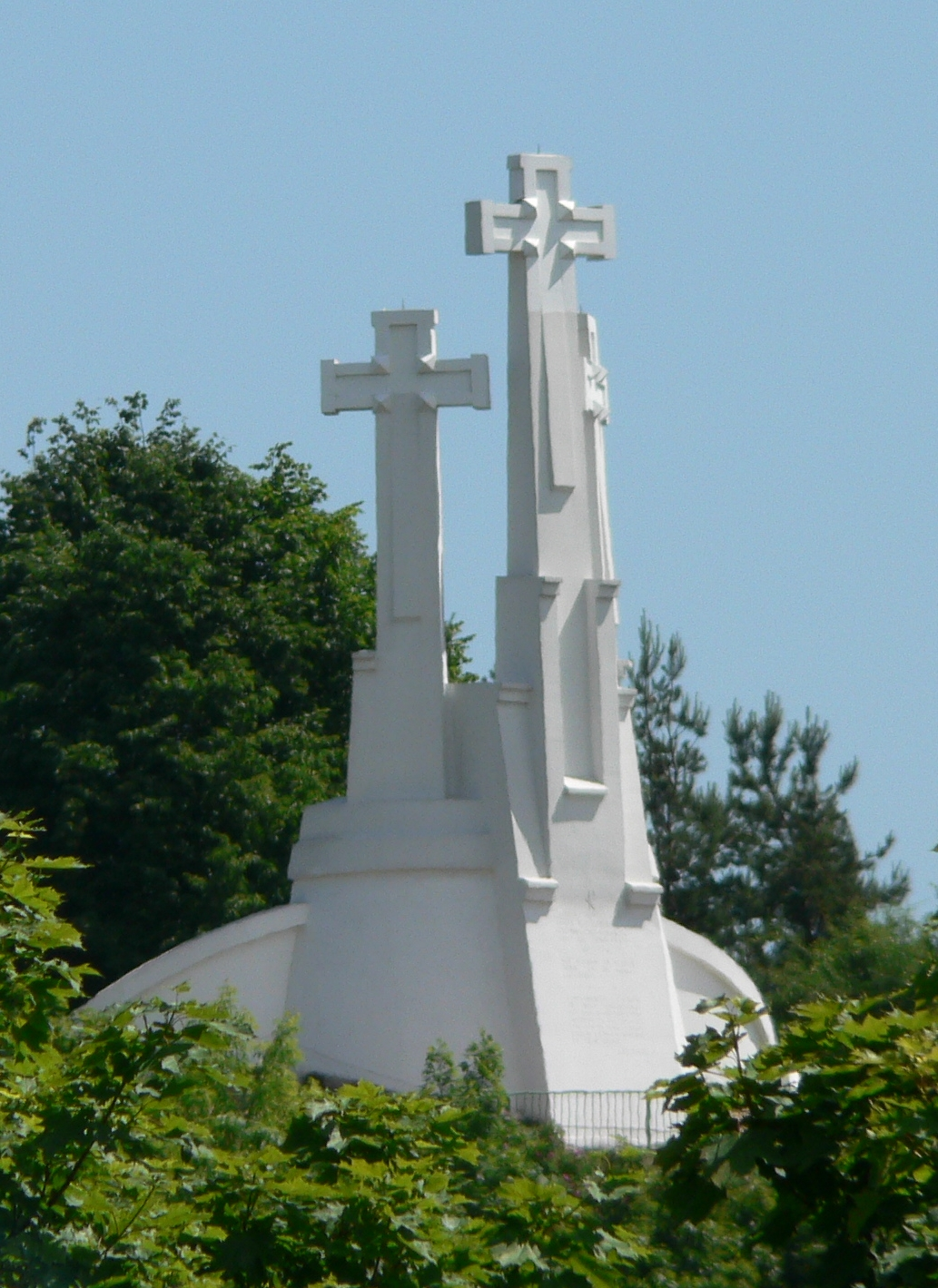
Три креста

В память о мученической смерти францисканцев на горе между 1613 и 1636 годами были воздвигнуты три деревянных креста. В 1740 году обветшавшие кресты были заменены новыми. Когда они, обветшав, рухнули в 1869, власти Российской империи не позволили их восстановить. Во время Первой мировой войны в 1916 году, когда Вильна была занята немцами, по инициативе ксендза Казимира Михалькевича (Kazimierz Michalkiewicz) были собраны средства и организованы работы по сооружению монумента из прочного материала. Особую трудность составляла доставка на высокий и труднодоступный холм воды и строительных материалов, которые приходилось носить практически на руках. За два месяца были сооружены кресты из железобетона по проекту Антония Вивульского и тайно (поскольку немецкие власти не разрешали) освящены тем же ксендзом Казимиром Михалькевичем.
Кресты простояли до 1950 (по другим сведениям до 1951) года, пока не были взорваны ночью по приказу советских властей. Часть обломков была вывезена, часть закопана в укромном месте.
В 1989 году после кампании за восстановление Трёх крестов, включавшей сбор подписей под обращением к властям, памятник был в течение двух недель восстановлен как памятник жертвам сталинизма. Восстановленный памятник по проекту архитектора Генрикаса Шилингаса исполнил скульптор Станисловас Кузма. Сохранившиеся фрагменты прежних Трёх крестов были вмурованы в фундамент нового памятника, часть "лежат" рядом с восстановленным памятником, на склоне холма. Он точно воспроизводит сооружение по проекту Антония Вивульского, однако на 1,8 м выше и белее цветом. Открытие возобновлённых Трёх крестов состоялось 14 июня 1989 года, в годовщину массовых арестов и депортаций 1941 года. Освятил памятник кардинал Винцентас Сладкявичюс (Vincentas Sladkevičius).